# David Huertas
David Huertas, né le 2 juin 1987 à Humacao (Porto Rico), est un joueur portoricain de basket-ball. Il évolue au poste d'arrière.